# HiPhi Z
HiPhi Z — полноразмерный электромобиль-седан бизнес-класса производства компаний СП Dongfeng и Kia в Яньчэне.

## Описание
Автомобиль HiPhi Z впервые был представлен в ноябре 2021 года в Шанхае. Летом 2022 года модель была представлена в Чэнду.
Официально продажи начались в 2023 году в Китае. Цена автомобиля составляет от 570 000 юаней.
Конкурентами являются Porsche Taycan, Audi e-tron GT и Tesla Model S.

## Продажи в России
Автомобиль HiPhi Z поставляется в Россию с 2023 года. Цены составляют от 8 до 14 млн рублей. Автомобиль можно приобрести у официальных дилеров. По габаритам модель аналогична Porsche Panamera.

## Галерея

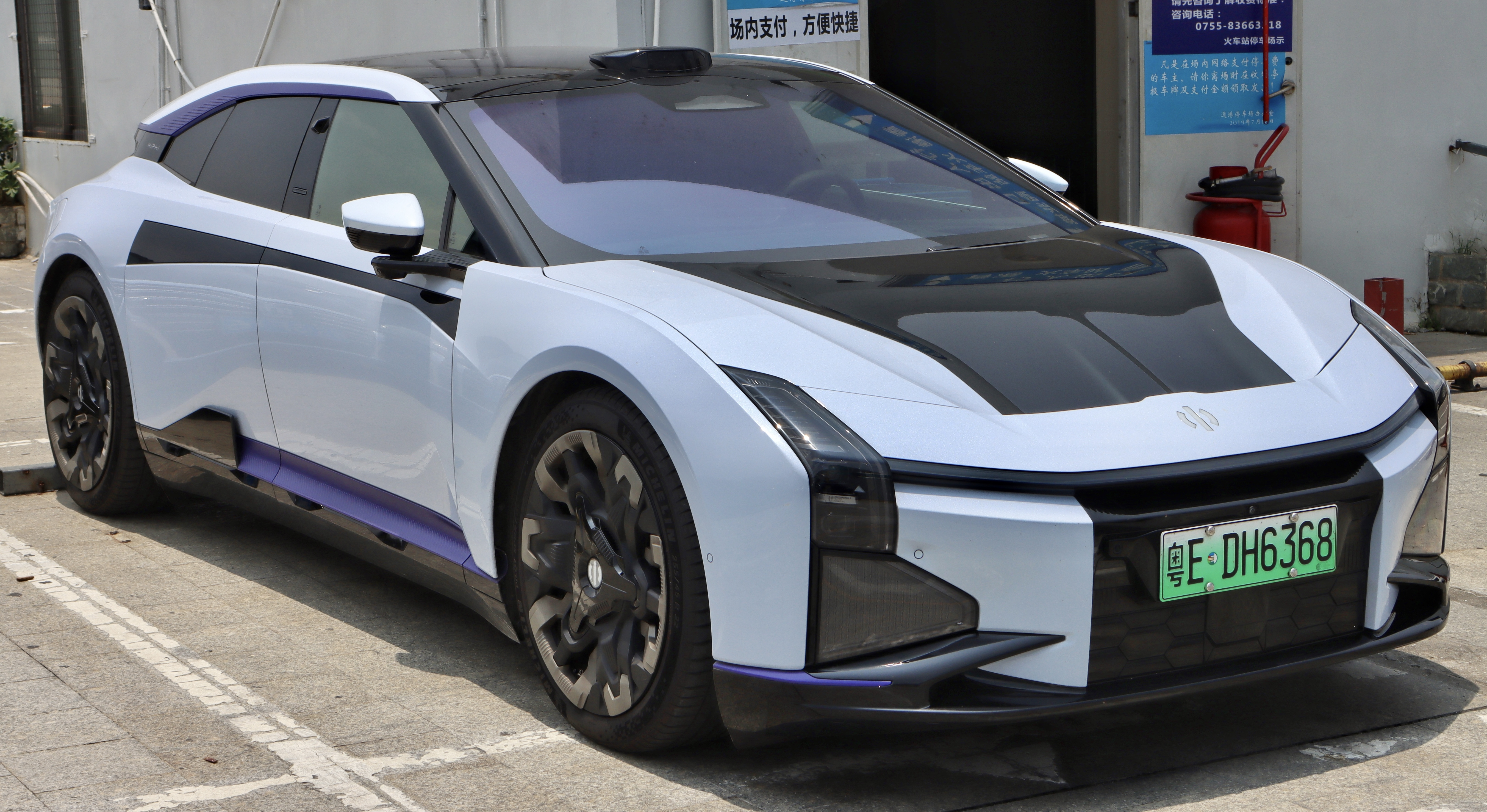
Вид спереди
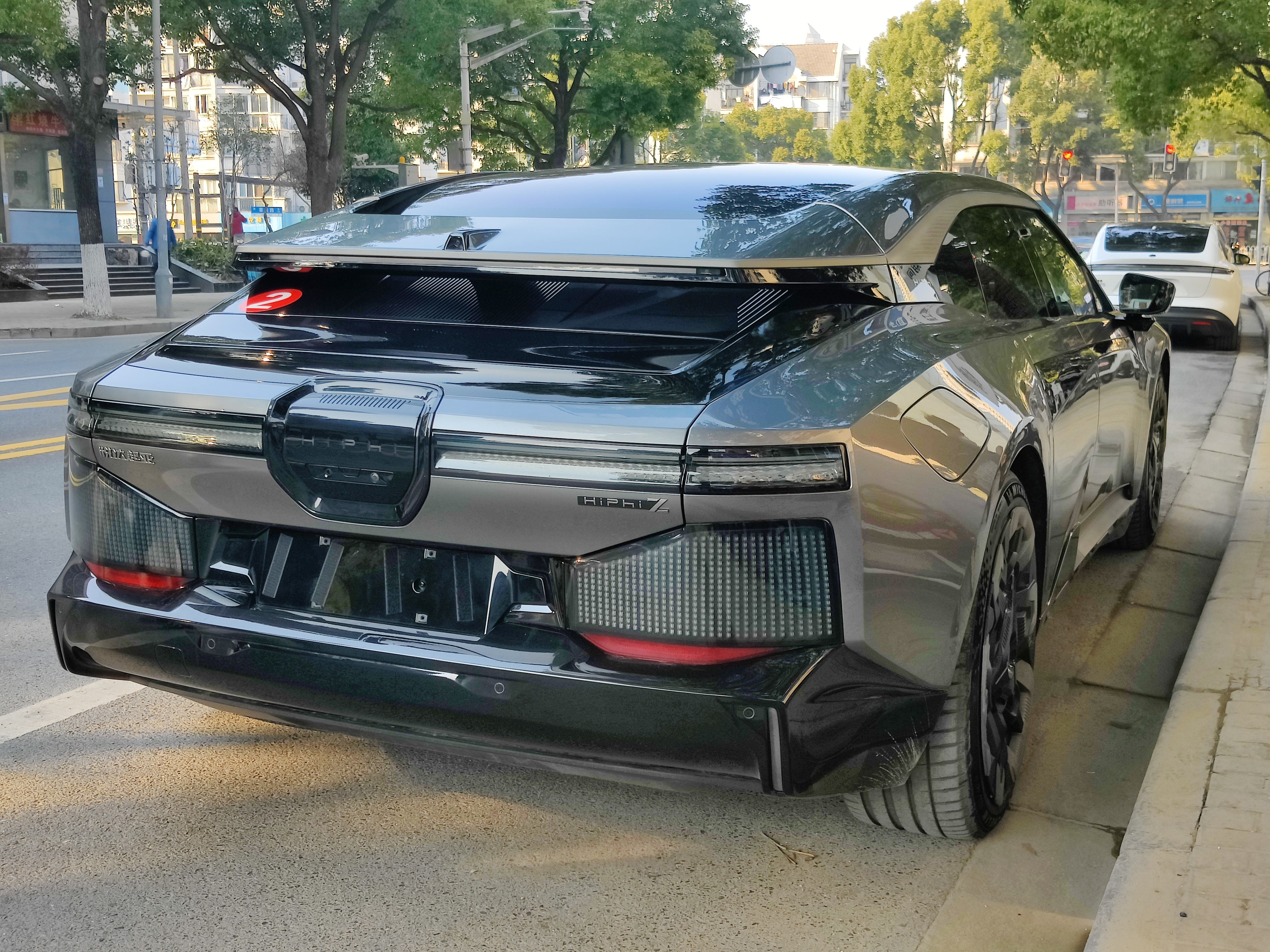
Вид сзади
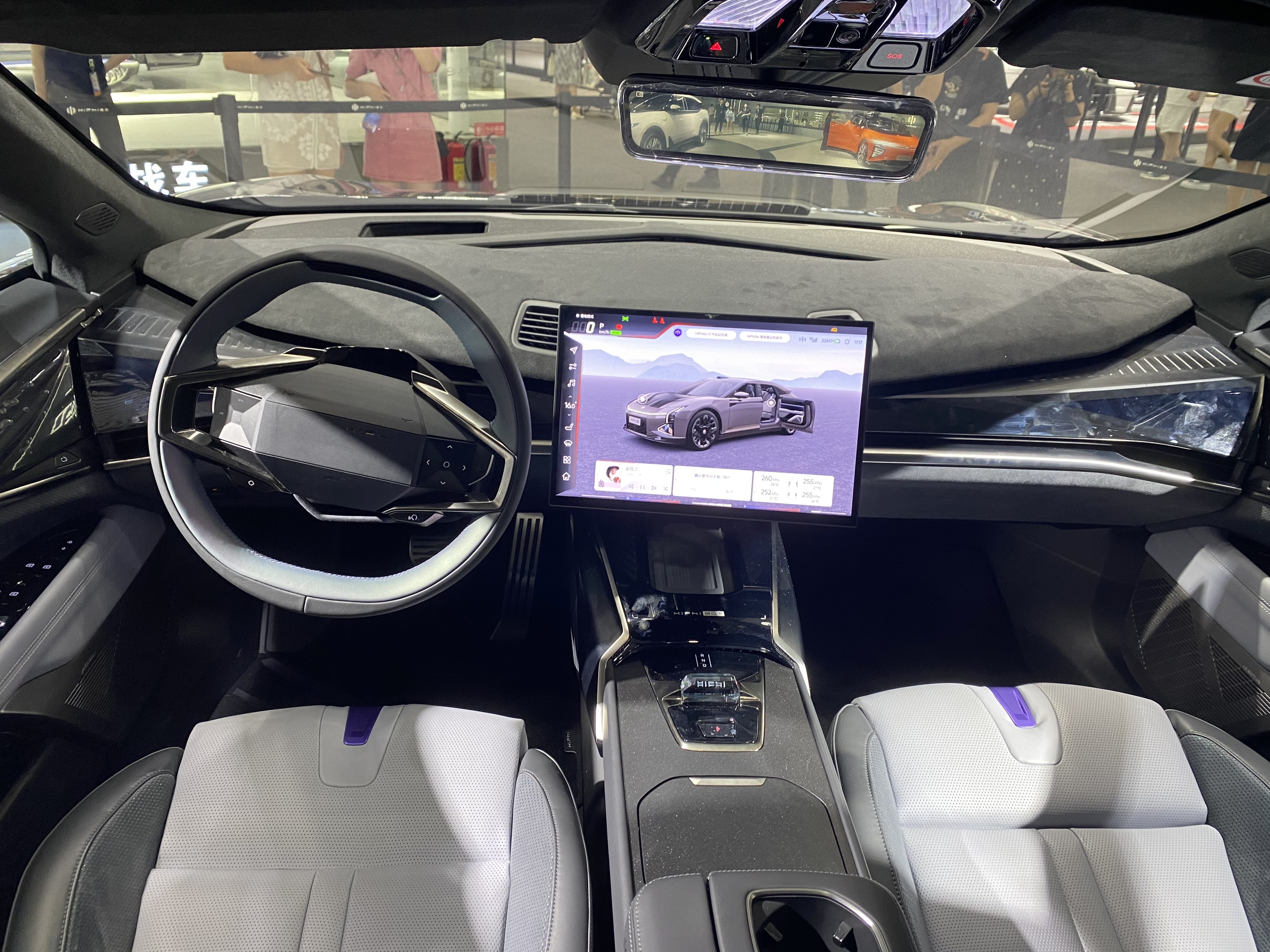
Место водителя